# Église Saint-Martin de Bourdonné
Pour les articles homonymes, voir Église Saint-Martin.
L'église Saint-Martin est une église catholique située à Bourdonné, dans le département des Yvelines, en France.

## Localisation
L'église est située place de l'Église, dans la commune de Bourdonné,.

## Historique

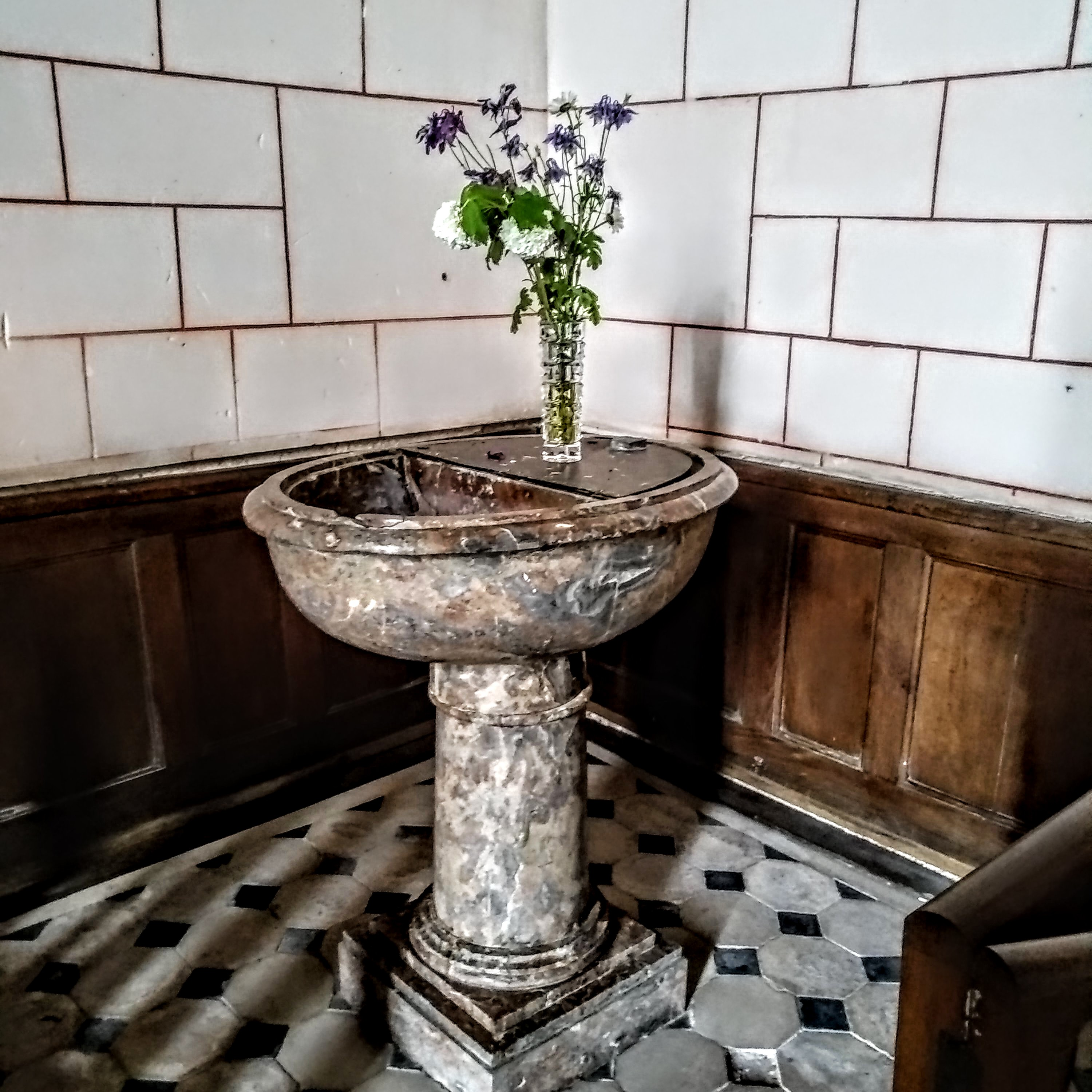
Le baptistère.

Elle a été construite en deux étapes : Tout d'abord à la fin du XIe siècle, au centre du village, et comportait déjà le chevet, le clocher et les deux tiers de la nef.
Un ravalement mené en 1999 a mis au jour des fenêtres remontant au XIIe siècle.
Dans la seconde moitié du XVe siècle, elle est agrandie, puis en 1640 flanquée d’une chapelle, bâtie par Charles Ier de Cocherel, marquis de Bourdonné, lieutenant général des armées du roi, gouverneur et grand bailli du comté de Montfort l'Amaury.

## Description

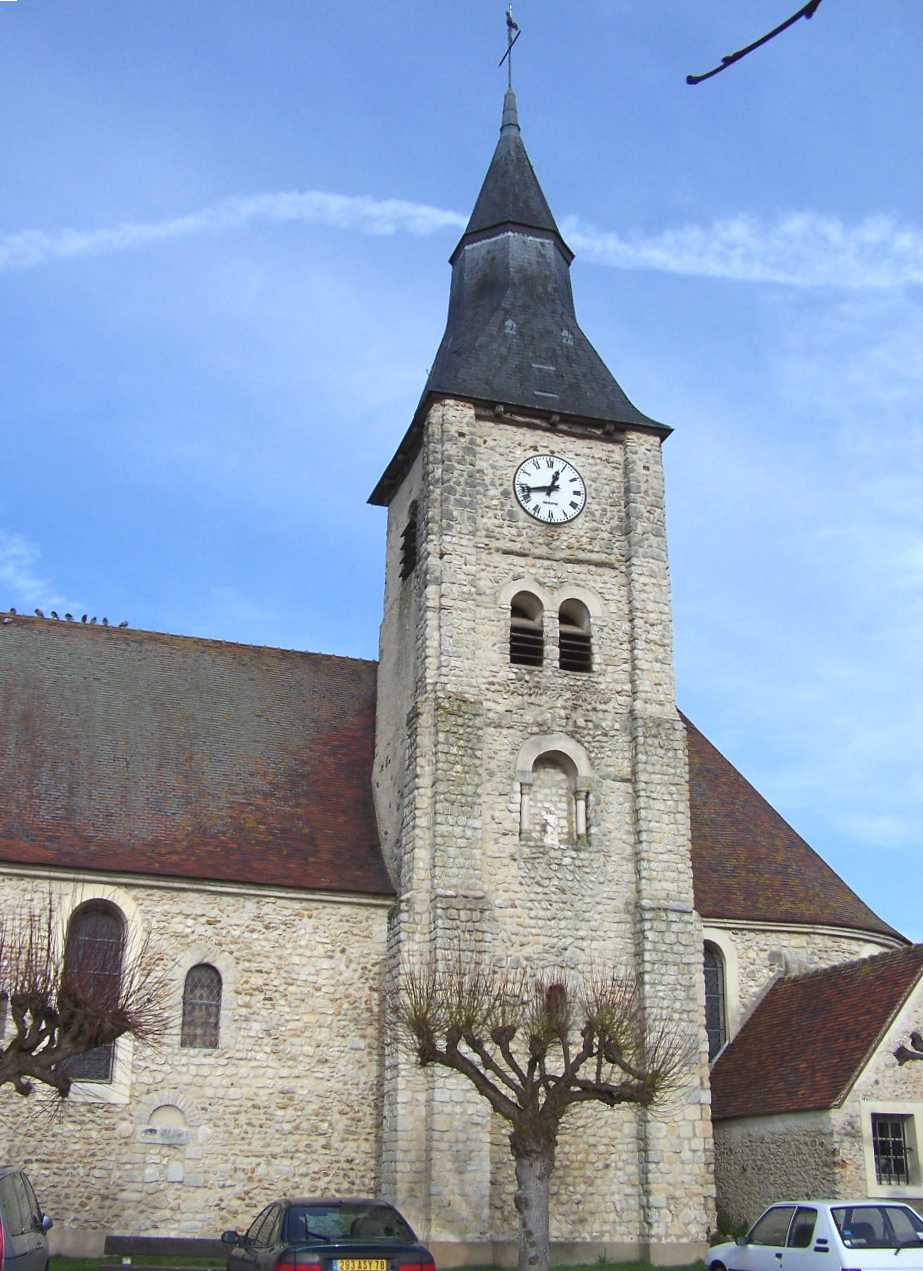
Église de Bourdonné.

C'est une église de style roman. Le portail sud est couvert d'un claveau étroit. De nombreux détails sculpturaux ornent le clocher, de plan quadrangulaire, surmonté d'une flèche polygonale, et ouvert d'abats-sons.
Son plan longitudinal avec une nef à vaisseau unique débouche sur une abside semi-circulaire, où se termine le toit à double pente et en croupe ronde.

## Mobilier

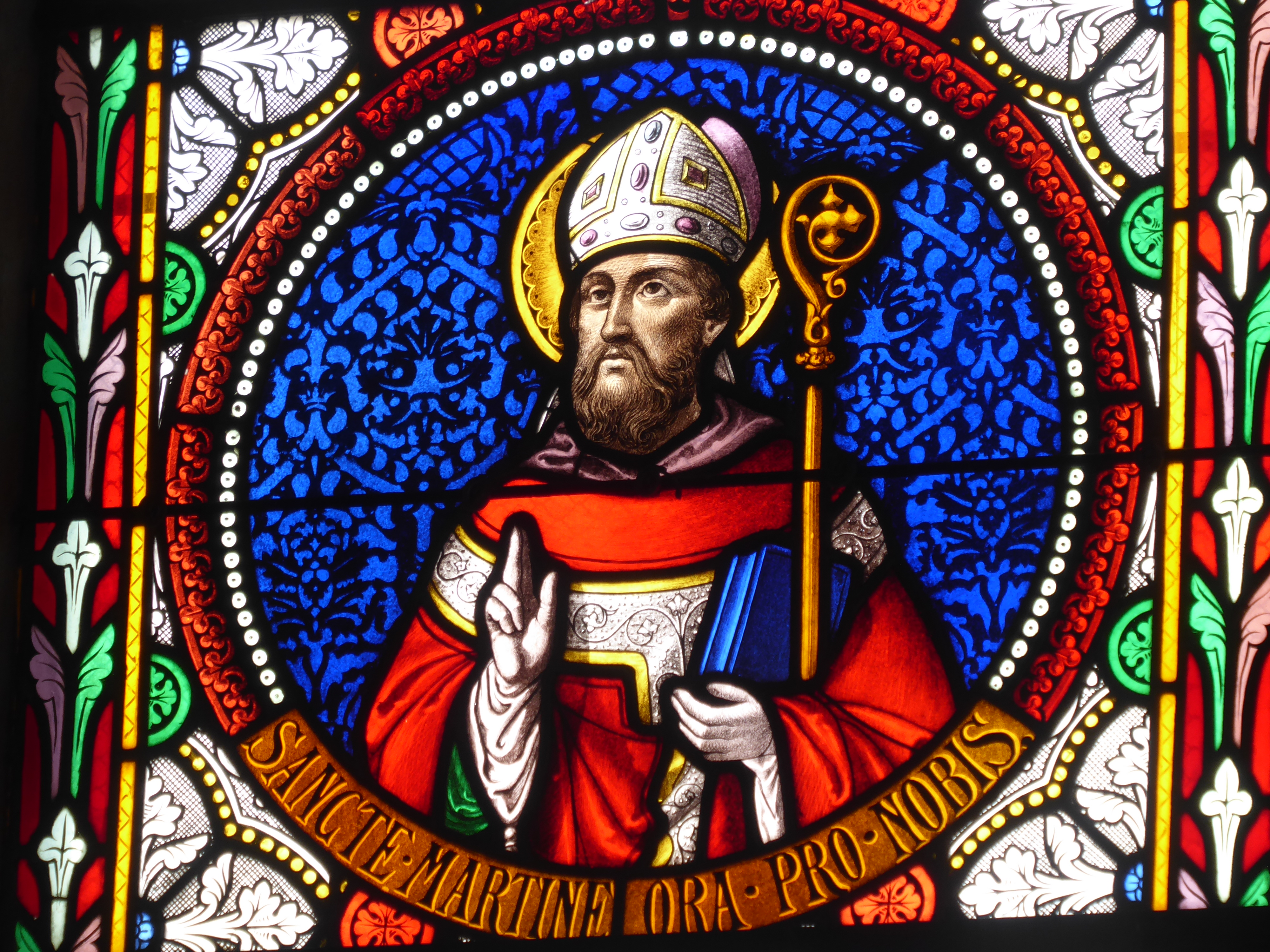
Vitrail de saint Martin.

Les vitraux offrent des représentations de sainte Christine, saint Roch, saint Martin et une Vierge à l'Enfant.
Sont inscrits dans la base Palissy : l'autel et le retable représentant saint Nicolas, des porte-luminaires, une statue de saint Roch et un banc d'œuvre. 
On y trouve un autel tombeau du XVIIe siècle et une voûte en berceau en boiserie. 